# Raymond Lawler
Raymond E. "Ray" Lawler (Missouri, 22 de febrer de 1888 - Garland County, Arkansas, 28 de juny de 1946) va ser un futbolista estatunidenc que va competir a primers del segle xx. El 1904 va prendre part en els Jocs Olímpics de Saint Louis, on guanyà la medalla de plata en la competició de futbol com a membre del Christian Brothers College.
Durant la Primera Guerra Mundial serví a Europa.